# Royal Gardens
Royal Gardens est une ancienne localité des États-Unis située dans le district de Puna, à Hawaï. Elle se trouvait sur les pentes méridionales du Kīlauea, au-dessus de Kalapana et de l'océan Pacifique, à 276 mètres d'altitude en moyenne. Évacuée et abandonnée au début de l'éruption du Puʻu ʻŌʻō en 1983, la localité est rapidement détruite par les coulées de lave qui progressent maison par maison ; la dernière disparaît le 3 mars 2012.

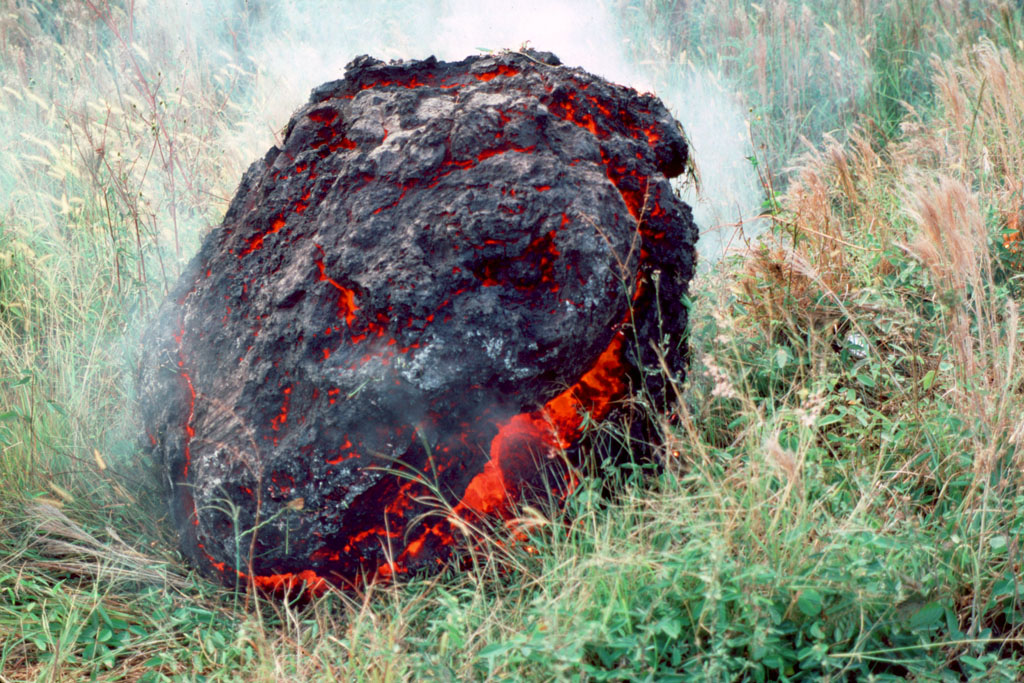
Bloc de lave dans le Royal Gardens subdivision en 1983 lors de l'avancée d'une coulée de lave du Puʻu ʻŌʻō.

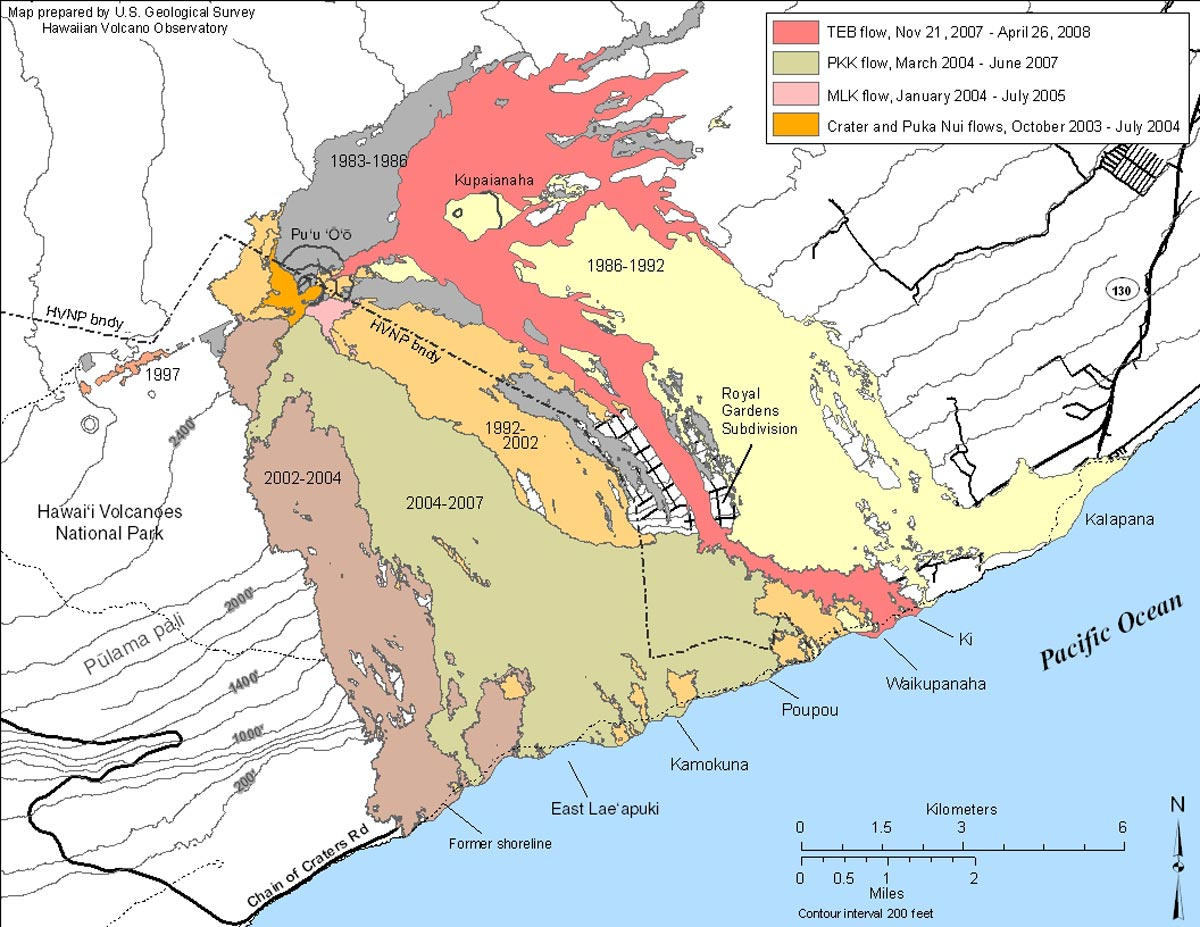
Carte des coulées de lave du Puʻu ʻŌʻō en décembre 2008 montrant l'encerclement et la destruction partielle de Royal Gardens subdivision.